# Aribert Heymann
Aribert Heymann (* 9. Dezember 1898 in Berlin; † 18. April 1946 ebenda) war ein deutscher Hockeyspieler.
Aribert Heymann war Mittelfeldspieler beim Berliner HC. Er debütierte 1924 in der deutschen Hockeynationalmannschaft. Bei den Olympischen Spielen 1928 in Amsterdam wirkte Heymann lediglich bei der 1:2-Niederlage gegen die niederländischen Gastgeber mit. Im Spiel um den dritten Platz gegen Belgien schlugen seine Mannschaftskameraden die Belgier mit 3:0 und Heymann erhielt mit der deutschen Mannschaft die Bronzemedaille. Insgesamt wirkte Aribert Heymann von 1924 bis 1931 in zwölf Länderspielen mit.